# 柳川堀割物語
『柳川堀割物語』（やながわほりわりものがたり）は、1987年公開のドキュメンタリー映画。宮崎駿の個人事務所二馬力製作による実写作品（一部アニメーションパートあり）で、監督は『火垂るの墓』『おもひでぽろぽろ』の高畑勲。

## 概説
水の都として知られる福岡県柳川市を縦横につらぬく水路網「堀割」。市街と水路がへだてなく隣接し、人々の暮らしにとけこんでいる様子がある。本作は、その成り立ちから現代にいたる水辺の暮らしと知恵を紹介しながら、近代化の波におされて荒廃した堀割の再生をめざす住民のたたかいをあわせて描いている。
監督の高畑は、もともとアニメの舞台としてのみ柳川を登場させるつもりで現地でのロケハンを行ったが、そこで水路再生の中心人物である柳川市職員広松伝の話を聞いて感銘を受け、単なる物語の背景ではなく、柳川そのものを主題にしたドキュメンタリーを製作することに決めたと語っている。広松は本作の製作にも深く関わっている。
鈴木敏夫によると、この企画は高畑がプロデュースした『風の谷のナウシカ』がヒットしたことから、『ナウシカ』の監督である宮崎駿が、その謝礼として『ナウシカ』で得た資金を使って高畑が監督する映画の製作を提案したことが発端である。制作は1年間の予定であったが、高畑が遅らせたために3年間に延びた。しかも、高畑は宮崎が用意した資金を使い果たしたため、宮崎は自宅を抵当に入れる事態となった。

## 映画の構成
本作は以下の章立てで構成されている。
- プロローグ
- 第一章 堀割は生きている - 水路点描 -
- 第二章 汲水場とお濠端 - 水路網の特色と利用 -
- 第三章 柳川三年肥後三月 - 水路の仕組み -
- 第四章 福岡県令 飲用河川取締規則 - 水路が清浄だった頃 -
- 第五章 列島改造の時代 - 水路の荒廃 -
- 第六章 海のつくった平野 - 堀割のなりたち -
- 第七章 水を「もたせ」る - 水利システムの完成 -
- 第八章 水の一滴は血の一滴 - 矢部川水争い -
- 第九章 直訴と英断 - 水路再生に向って -
- 第十章 自然を生かし共に生きる - 城堀水落ち -
- 第十一章 住民と行政の連帯 - 水路再生の歩み -

## スタッフ
- 製作：宮崎駿
- 監督・脚本：高畑勲
- 撮影：高橋愼二
- 監督補：宮野隆博
- 監修・脚本協力：広松伝
- ナレーション：加賀美幸子・国井雅比古
- 主題曲：間宮芳生「柳川堀割物語」

※ BGMは既存作品からの流用が多く、一部には映画『風の谷のナウシカ』の曲も使用されている。
アニメーションパート
- 原画：田中敦子・二木真希子
- 美術：山本二三
- 色指定：保田道世

## 受賞
- 第42回毎日映画コンクール教育文化映画賞
- 第41回日本映画テレビ技術協会映画技術特別賞

## 製品情報
- DVD・VHS 「新文化映画・柳川堀割物語」(ウォルトディズニーホームエンターテインメント「ジブリ学術ライブラリー」)